# Liopholis guthega
Liopholis guthega là một loài thằn lằn trong họ Scincidae. Loài này được Donnellan, Hutchinson, Dempsey & Osborne mô tả khoa học đầu tiên năm 2002.